# Tom Carnegie

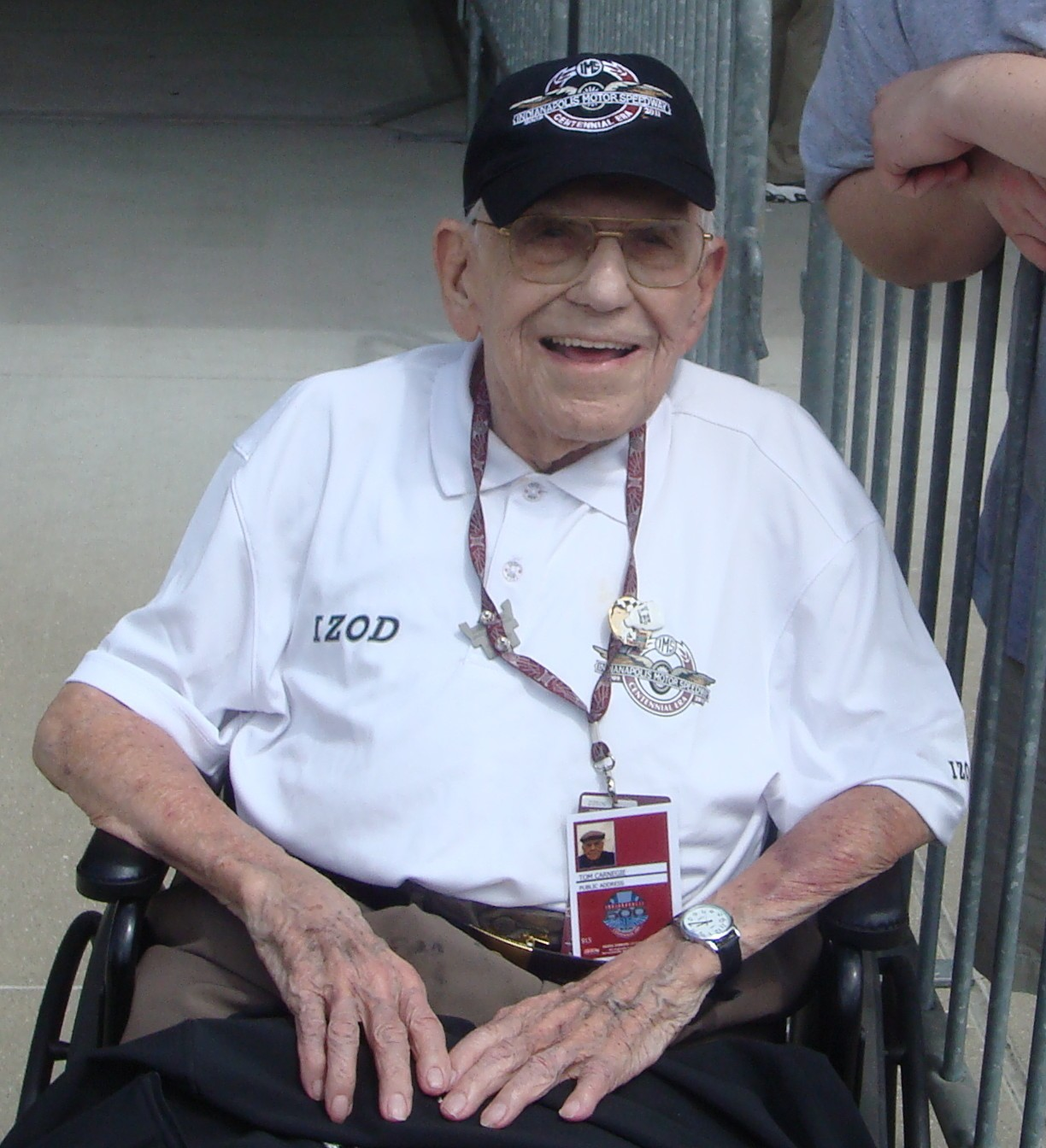

Tom Carnegie (Norwalk, 25 de setembro de 1919 - 11 de fevereiro de 2011) foi um locutor esportivo norte-americano. Ele narrava corridas do Indianapolis Motor Speedway de 1946 a 2006.